# ȸ
La ligadura db (minúscula: ȸ) es una ligadura tipográfica de las letras latinas d y b, y se utiliza en lingüística africanista para la transcripción de ciertas lenguas africanas para representar [b̪], por ejemplo en la secuencia zulú [ɱȸv]. A partir de 2010, sólo un puñado de fuentes pueden mostrar el carácter. Estos incluyen Charis SIL, Code2000, Comic Sans, Fuentes Doulos SIL, Ubuntu y DejaVu.

## Codificación
| Carácter      | ȸ                             | ȸ                             |
| ------------- | ----------------------------- | ----------------------------- |
| Unicode       | LATIN SMALL LETTER DB DIGRAPH | LATIN SMALL LETTER DB DIGRAPH |
| Codificación  | decimal                       | hex                           |
| Unicode       | 568                           | U+0238                        |
| UTF-8         | 200 184                       | C8 B8                         |
| Ref. numérica | &#568;                        | &#x238;                       |